# Platypalpus inexpectatus
Platypalpus inexpectatus is een vliegensoort uit de familie van de Hybotidae. De wetenschappelijke naam van de soort is voor het eerst geldig gepubliceerd in 1976 door Smith & Chvala.